# 20 - The Greatest Hits
20 - The Greatest Hits é o título do terceiro álbum de grandes êxitos da cantora e compositora italiana Laura Pausini, lançado mundialmente em 12 de novembro de 2013 pela Warner Music Group e suas gravadoras filiadas. O álbum é uma comemoração aos 20 anos de carreira da cantora e conta com seus principais singles regravados e remasterizados em novas versões, duetos com artistas de diversas nacionalidades, além de faixas inéditas e gravações ao vivo. Foi lançada também uma versão em espanhol do álbum para o mercado hispânico e latino, intitulada 20 - Grandes éxitos. Em todas suas edições, o álbum totalizou 1,5 milhões de cópias físicas vendidas pelo mundo. 

## Preparativos
Em 23 de fevereiro de 2013, comemorando os 20 anos de sua carreira musical, Pausini relançou seu single de estreia, "La solitudine", com suas versões em italiano, inglês e espanhol, na loja digital iTunes, onde ocupou a 72.ª posição entre as mais baixadas a nível mundial. Em maio do mesmo ano, a banda espanhola El Sueño de Morfeo lançou a coletânia musical Todos tenemos un sueño, contendo seus maiores sucessos, dentre os quais se encontra "Lo mejor está por llegar", regravada com Pausini, Ximena Sariñana e Deborah. No começo de abril, confirmou-se que a cantora realizaria uma colaboração com a cantora cubana Gloria Estefan. Incluída no vigésimo sétimo álbum de estúdio de Estefan, The Standards, a canção é intitulada "Sonríe (Smile)", sendo gravada em três idiomas: espanhol, inglês e italiano. Durante esse período, Laura começou a produção de um novo álbum de grandes êxitos, algo que foi confirmado apenas em maio de 2013 com uma entrevista concedida a revista italiana TV Sorrisi e Canzoni. 
A capa do álbum, inspirada na atriz britânica Bianca Jagger, e não em Michael Jackson como se pensava inicialmente, foi apresentada em 20 de setembro de 2013 através da conta oficial da artista no Instagram e retrata a cantora vestindo uma jaqueta branca e um chapéu preto — desenhados por Giorgio Armani — na posição de ioga da árvore (ou vrikshasana). O alinhamento do disco foi divulgado em 6 de outubro no fã-clube oficial de Pausini, o Laura4U, e faixas estão em ordem cronológica de acordo com o ano da gravação original. O livreto do encarte contém uma mensagem para cada faixa do álbum em vez do texto clássico com as letras da canção. O álbum foi apresentado 12 de novembro de 2013 com uma conferência de imprensa no Armani Hotel, localizado em Milão, Itália, às 15:00 horas via streaming no site da TGcom24.

## Faixas
| 20 - The Greatest Hits Edição padrão – CD 1 | |                                                             |         |  |
| N.º                                         | Título | Compositor(es)                                              | Duração |  |
| 1.                                          | "Ramaya" | Afric Simone, Stan Regal                                    | 0:25    |  |
| 2.                                          | "La solitudine" (Versão 2013 com Ennio Morricone)                                                              | Federico Cavalli, Pietro Cremonesi, Angelo Valsiglio        | 5:03    |  |
| 3.                                          | "Non c'è / Se fue" (Versão 2013 com Marc Anthony)                                                              | Cavalli, Cremonesi, Badia, Valsiglio                        | 4:31    |  |
| 4.                                          | "Gente" (Versão 2013)                                                                                          | Cheope, Marco Marati, Valsiglio                             | 3:48    |  |
| 5.                                          | "Strani amori" (Versão 2013)                                                                                   | Cheope, Marati, Francesco Tanini, Valsiglio, Roberto Buti   | 4:58    |  |
| 6.                                          | "Incancellabile" (Versão 2013)                                                                                 | Cheope, Giuseppe Carella, Fabrizio Baldoni, Gino De Stefani | 3:59    |  |
| 7.                                          | "Le cose che vivi / Tudo o Que Eu Vivo" (Versão 2013 com Ivete Sangalo)                                        | Cheope, Cláudio Rabello, Baldoni, De Stefani                | 4:43    |  |
| 8.                                          | "It's Not Goodbye" (Versão 2013)                                                                               | Laura Pausini, Cheope, Shelly Peiken, Antonio Galbiati      | 4:39    |  |
| 9.                                          | "One More Time"                                                                                                | Richard Marx                                                | 4:21    |  |
| 10.                                         | "Tra te e il mare" (Versão 2013)                                                                               | Biagio Antonacci                                            | 4:17    |  |
| 11.                                         | "Every Day Is a Monday" (Versão remasterizada)                                                                 | Andreas Michael Carlsson, Alistair Thomson                  | 3:05    |  |
| 12.                                         | "E ritorno da te" (Versão 2013)                                                                                | Pausini, Cheope, Daniel Vuletic                             | 4:00    |  |
| 13.                                         | "Surrender" (Versão 2013)                                                                                      | Dane DeViller, Sean Hosein, Steven Smith, Anthony Anderson  | 4:47    |  |
| 14.                                         | "Vivimi / Víveme" (Versão 2013 com Alejandro Sanz)                                                             | Antonacci, Pausini, Badia                                   | 3:55    |  |
| 15.                                         | "Come se non fosse stato mai amore" (Versão remasterizada)                                                     | Pausini, Cheope, Vuletic                                    | 3:59    |  |
| 16.                                         | "Mi abbandono a te" (Versão remasterizada)                                                                     | Madonna, Rick Nowels, Pausini                               | 4:41    |  |
| 17.                                         | "Prendo te" (Versão 2013)                                                                                      | Pausini                                                     | 2:10    |  |
| 18.                                         | "You'll Never Find Another Love Like Mine" (Ao vivo com Michael Bublé em 2005 no Wiltern Theater, Los Angeles) | Kenny Gamble, Leon Huff                                     | 3:42    |  |

| 20 - The Greatest Hits Edição padrão – CD 2 |                                                                                     |                                                                                |         |  |
| N.º                                         | Título                                                                              | Compositor(es)                                                                 | Duração |  |
| 1.                                          | "She (Uguale a lei)" (Versão 2013)                                                  | Charles Aznavour, Herbert Kretzmer, Pausini                                    | 3:08    |  |
| 2.                                          | "Surrender to Love" (com Ray Charles)                                               | Sunny Hilden, Narada Michael Walden                                            | 4:11    |  |
| 3.                                          | "Io canto / Je chante" (Versão 2013 com Lara Fabian)                                | Riccardo Cocciante, Marco Luberti, Jean-Pierre Lemaire                         | 4:24    |  |
| 4.                                          | "Dare to Live (Vivere)" (com Andrea Bocelli)                                        | Gerardina Trovato, Angelo Anastasio, Celso Valli                               | 4:19    |  |
| 5.                                          | "Te amaré" (com Miguel Bosé)                                                        | Miguel Bosé, Juan Carlos Calderón                                              | 5:23    |  |
| 6.                                          | "Ascolta il tuo cuore" (Ao vivo em 2007 no Estádio Giuseppe Meazza, Milão)          | Cheope, Pausini, Vito Mastrofrancesco, Alberto Mastrofrancesco, Charles Cohiba | 4:17    |  |
| 7.                                          | "Paris au mois d'août" (com Charles Aznavour)                                       | Georges Garvarentz, Aznavour                                                   | 3:39    |  |
| 8.                                          | "Invece no" (Versão remasterizada)                                                  | Pausini, Niccolò Agliardi, Paolo Carta                                         | 3:54    |  |
| 9.                                          | "Primavera in anticipo (It Is My Song)" (Versão remasterizada com James Blunt)      | Pausini, Cheope, James Blunt, Vuletic                                          | 3:28    |  |
| 10.                                         | "Con la musica alla radio" (Versão 2013)                                            | Pausini, Cheope, Vuletic                                                       | 4:57    |  |
| 11.                                         | "Un'emergenza d'amore" (Ao vivo em 2009 no Lincoln Center, Nova York)               | Pausini, Cheope, Massimo Pacciani, Eric Buffat                                 | 4:10    |  |
| 12.                                         | "Non ho mai smesso" (Versão remasterizada)                                          | Pausini, Agliardi, Carta                                                       | 3:24    |  |
| 13.                                         | "Benvenuto" (Versão remasterizada)                                                  | Pausini, Agliardi, Carta                                                       | 3:57    |  |
| 14.                                         | "Celeste" (Versão remasterizada)                                                    | Pausini, Giuseppe Dati, Goffredo Orlandi                                       | 4:02    |  |
| 15.                                         | "Paola"                                                                             |                                                                                | 0:06    |  |
| 16.                                         | "Resta in ascolto / Escucha atento" (Ao vivo em 2012 no Royal Albert Hall, Londres) | Pausini, Cheope, Badia, Vuletic                                                | 3:31    |  |
| 17.                                         | "Dove resto solo io"                                                                | Pausini, Virginio Simonelli                                                    | 3:38    |  |
| 18.                                         | "Limpido" (Versão solo)                                                             | Pausini, Simonelli                                                             | 3:27    |  |
| 19.                                         | "Se non te"                                                                         | Pausini, Agliardi, Carta                                                       | 4:05    |  |
| 20.                                         | "Limpido" (com Kylie Minogue)                                                       | Pausini, Simonelli                                                             | 3:27    |  |

| 20 - The Greatest Hits Edição francesa – CD 1 |                                                            |                                                            |         |  |
| N.º                                           | Título                                                     | Compositor(es)                                             | Duração |  |
| 13.                                           | "On n'oublie jamais rien, on vit avec" (com Hélène Ségara) | Antonio Angelelli, Bruno Grimaldi, Gérard Capaldi, Pausini | 5:07    |  |

| 20 - The Greatest Hits Edição francesa simples (1 CD) | |                                                                 |         |  |
| N.º                                                   | Título | Compositor(es)                                                  | Duração |  |
| 1.                                                    | "La solitudine" (Versão 2013 com Ennio Morricone)                                                              | Cavalli, Cremonesi, Valsiglio                                   | 5:03    |  |
| 2.                                                    | "Tra te e il mare" (Versão 2013)                                                                               | Antonacci                                                       | 4:17    |  |
| 3.                                                    | "E ritorno da te" (Versão 2013)                                                                                | Pausini, Cheope, Vuletic                                        | 4:00    |  |
| 4.                                                    | "On n'oublie jamais rien, on vit avec" (com Hélène Ségara)                                                     | Angelelli, Grimaldi, Capaldi, Pausini                           | 5:07    |  |
| 5.                                                    | "Come se non fosse stato mai amore" (Versão remasterizada)                                                     | Pausini, Cheope, Vuletic                                        | 3:59    |  |
| 6.                                                    | "Mi abbandono a te" (Versão remasterizada)                                                                     | Madonna, Nowels, Pausini                                        | 4:41    |  |
| 7.                                                    | "You'll Never Find Another Love Like Mine" (Ao vivo com Michael Bublé em 2005 no Wiltern Theater, Los Angeles) | Gamble, Huff                                                    | 3:42    |  |
| 8.                                                    | "Surrender to Love" (com Ray Charles)                                                                          | Hilden, Walden                                                  | 4:11    |  |
| 9.                                                    | "Io canto / Je chante" (Versão 2013 com Lara Fabian)                                                           | Cocciante, Luberti, Lemaire                                     | 4:24    |  |
| 10.                                                   | "Dare to Live (Vivere)" (com Andrea Bocelli)                                                                   | Trovato, Anastasio, Valli                                       | 4:19    |  |
| 11.                                                   | "Ascolta il tuo cuore" (Ao vivo em 2007 no Estádio Giuseppe Meazza, Milão)                                     | Cheope, Pausini, V. Mastrofrancesco, A. Mastrofrancesco, Cohiba | 4:17    |  |
| 12.                                                   | "Paris au mois d'août" (com Charles Aznavour)                                                                  | Garvarentz, Aznavour                                            | 3:39    |  |
| 13.                                                   | "Invece no" (Versão remasterizada)                                                                             | Pausini, Agliardi, Carta                                        | 3:54    |  |
| 14.                                                   | "Primavera in anticipo (It Is My Song)" (Versão remasterizada com James Blunt)                                 | Pausini, Cheope, Blunt, Vuletic                                 | 3:28    |  |
| 15.                                                   | "Resta in ascolto / Escucha atento" (Ao vivo em 2012 no Royal Albert Hall, Londres)                            | Pausini, Cheope, Badia, Vuletic                                 | 3:31    |  |
| 16.                                                   | "Dove resto solo io"                                                                                           | Pausini, Simonelli                                              | 3:38    |  |
| 17.                                                   | "Se non te" | Pausini, Agliardi, Carta                                        | 4:05    |  |
| 18.                                                   | "Limpido" (com Kylie Minogue)                                                                                  | Pausini, Simonelli                                              | 3:27    |  |

| 20 - Grandes éxitos Edição padrão – CD 1 | |                                                |         |  |
| N.º                                      | Título | Compositor(es)                                 | Duração |  |
| 1.                                       | "Ramaya" | Simone, Regal                                  | 0:25    |  |
| 2.                                       | "La soledad" (Versão 2013 com Ennio Morricone)                                                                 | Cavalli, Cremonesi, Badia, Valsiglio           | 5:03    |  |
| 3.                                       | "Se fue" (Versão 2013 com Marc Anthony)                                                                        | Cavalli, Cremonesi, Badia, Valsiglio           | 4:31    |  |
| 4.                                       | "Gente" (Versão 2013)                                                                                          | Cheope, Marati, Badia, Valsiglio               | 3:48    |  |
| 5.                                       | "Amores extraños" (Versão 2013)                                                                                | Cheope, Marati, Tanini, Badia, Valsiglio, Buti | 4:58    |  |
| 6.                                       | "Inolvidable" (Versão 2013)                                                                                    | Cheope, Babia, Carella, Baldoni, De Stefani    | 3:59    |  |
| 7.                                       | "Las cosas que vives / Tudo o Que Eu Vivo" (Versão 2013 com Ivete Sangalo)                                     | Cheope, Badia, Rabello, Baldoni, De Stefani    | 4:42    |  |
| 8.                                       | "En ausencia de ti" (Versão 2013)                                                                              | Pausini, Cheope, Badia, Galbiati               | 3:48    |  |
| 9.                                       | "One More Time"                                                                                                | Marx                                           | 4:21    |  |
| 10.                                      | "Entre tú y mil mares" (Versão 2013)                                                                           | Antonacci, Badia                               | 4:17    |  |
| 11.                                      | "Every Day Is a Monday" (Versão remasterizada)                                                                 | Carlsson, Thomson                              | 3:05    |  |
| 12.                                      | "Volveré junto a ti" (Versão 2013)                                                                             | Pausini, Cheope, Badia, Vuletic                | 4:00    |  |
| 13.                                      | "Surrender" (Versão 2013)                                                                                      | DeViller, Hosein, Smith, Anderson              | 4:47    |  |
| 14.                                      | "Víveme" (Versão 2013 com Alejandro Sanz)                                                                      | Antonacci, Pausini, Badia                      | 3:54    |  |
| 15.                                      | "Como si no nos hubiéramos amado" (Versão remasterizada)                                                       | Pausini, Cheope, León Tristán, Vuletic         | 3:58    |  |
| 16.                                      | "Me abandono a ti" (Versão remasterizada)                                                                      | Madonna, Nowels, Pausini                       | 4:41    |  |
| 17.                                      | "Prendo te" (Versão 2013)                                                                                      | Pausini                                        | 2:10    |  |
| 18.                                      | "You'll Never Find Another Love Like Mine" (Ao vivo com Michael Bublé em 2005 no Wiltern Theater, Los Angeles) | Gamble, Huff                                   | 3:42    |  |

| 20 - Grandes éxitos Edição padrão – CD 2 |                                                                                     |                                                                 |         |  |
| N.º                                      | Título                                                                              | Compositor(es)                                                  | Duração |  |
| 1.                                       | "She (Uguale a lei)" (Versão 2013)                                                  | Aznavour, Kretzmer, Pausini                                     | 3:08    |  |
| 2.                                       | "Surrender to Love" (com Ray Charles)                                               | Hilden, Walden                                                  | 4:11    |  |
| 3.                                       | "Dispárame, dispara" (Versão remasterizada)                                         | Samuele Bersani, Lucio Dalla, Pausini, Ortiz, Giuseppe d'Onghia | 4:10    |  |
| 4.                                       | "Vive ya (Vivere)" (com Andrea Bocelli)                                             | Trovato, Anastasio, Valli                                       | 4:19    |  |
| 5.                                       | "Te amaré" (com Miguel Bosé)                                                        | Bosé, Calderón                                                  | 5:23    |  |
| 6.                                       | "Ascolta il tuo cuore" (Ao vivo em 2007 no Estádio Giuseppe Meazza, Milão)          | Cheope, Pausini, V. Mastrofrancesco, A. Mastrofrancesco, Cohiba | 4:17    |  |
| 7.                                       | "Paris au mois d'août" (com Charles Aznavour)                                       | Garvarentz, Aznavour                                            | 3:39    |  |
| 8.                                       | "En cambio no" (Versão remasterizada)                                               | Pausini, Agliardi, Jorge Ballesteros, Carta                     | 3:54    |  |
| 9.                                       | "Primavera anticipada (It Is My Song)" (Versão remasterizada com James Blunt)       | Pausini, Cheope, Blunt, Ignacio Ballesteros, Vuletic            | 3:28    |  |
| 10.                                      | "Con la música en la radio" (Versão 2013)                                           | Pausini, Cheope, J. Ballesteros, Vuletic                        | 4:56    |  |
| 11.                                      | "Un'emergenza d'amore" (Ao vivo em 2009 no Lincoln Center, Nova York)               | Pausini, Cheope, Pacciani, Buffat                               | 4:10    |  |
| 12.                                      | "Jamás abandoné" (Versão remasterizada)                                             | Pausini, Agliardi, J. Ballesteros, Carta                        | 3:23    |  |
| 13.                                      | "Bienvenido" (Versão remasterizada)                                                 | Pausini, Agliardi, J. Ballesteros, Carta                        | 3:57    |  |
| 14.                                      | "Así celeste" (Versão remasterizada)                                                | Pausini, Dati, Orlandi, J. Ballesteros                          | 4:02    |  |
| 15.                                      | "Paola"                                                                             |                                                                 | 0:06    |  |
| 16.                                      | "Resta in ascolto / Escucha atento" (Ao vivo em 2012 no Royal Albert Hall, Londres) | Pausini, Cheope, Badia, Vuletic                                 | 3:31    |  |
| 17.                                      | "Donde quedo solo yo"                                                               | Pausini, Simonelli, J. Ballesteros                              | 3:37    |  |
| 18.                                      | "Limpio" (Versão solo)                                                              | Pausini, Simonelli, I. Ballesteros                              | 3:27    |  |
| 19.                                      | "Sino a ti"                                                                         | Pausini, Agliardi, Carta, J. Ballesteros                        | 4:05    |  |
| 20.                                      | "Limpio" (Versão spanglish com Kylie Minogue)                                       | Pausini, Simonelli, I. Ballesteros                              | 3:27    |  |

| 20 - Grandes éxitos Edição espanhola – CD 2 |                              |                                    |         |  |
| N.º                                         | Título                       | Compositor(es)                     | Duração |  |
| 18.                                         | "Limpio" (com Kylie Minogue) | Pausini, Simonelli, I. Ballesteros | 3:27    |  |

| 20 - Grandes éxitos Edição Espanhola e Latino-americana 2014 – CD 1 |                                                  |                |         |  |
| N.º                                                                 | Título                                           | Compositor(es) | Duração |  |
| 10.                                                                 | "Entre tú y mil mares" (Versão 2014 com Melendi) | Badia          | 3:49    |  |

| 20 - Grandes éxitos Edição Espanhola e Latino-americana 2014 – CD 2 |                                        |                                               |         |  |
| N.º                                                                 | Título                                 | Compositor(es)                                | Duração |  |
| 17.                                                                 | "Donde quedo solo yo" (com Álex Ubago) | Jorge Ballesteros, Laura Pausini              | 3:41    |  |
| 18.                                                                 | "Limpio" (Versão Solo)                 |                                               | 3:27    |  |
| 19.                                                                 | "Sino A Ti" (com Thalía)               | Jorge Ballesteros, Laura Pausini, Paolo Carta | 4:05    |  |
| 20.                                                                 | "Limpio" (Versão Spanglish)            |                                               | 3:27    |  |

| 20 - The Greatest Hits / Grandes éxitos Edição americana simples (1 CD) | |                                                |         |  |
| N.º                                                                     | Título | Compositor(es)                                 | Duração |  |
| 1.                                                                      | "La solitudine" (Versão 2013 com Ennio Morricone)                                                              | Cavalli, Cremonesi, Valsiglio                  | 5:03    |  |
| 2.                                                                      | "Se fue" (Versão 2013 com Marc Anthony)                                                                        | Cavalli, Cremonesi, Badia, Valsiglio           | 4:31    |  |
| 3.                                                                      | "Amores extraños" (Versão 2013)                                                                                | Cheope, Marati, Tanini, Badia, Valsiglio, Buti | 4:58    |  |
| 4.                                                                      | "Inolvidable" (Versão 2013)                                                                                    | Cheope, Babia, Carella, Baldoni, De Stefani    | 3:59    |  |
| 5.                                                                      | "Le cose che vivi / Tudo o Que Eu Vivo" (Versão 2013 com Ivete Sangalo)                                        | Cheope, Rabello, Baldoni, De Stefani           | 4:42    |  |
| 6.                                                                      | "It's Not Goodbye" (Versão 2013)                                                                               | Pausini, Cheope, Peiken, Galbiati              | 4:39    |  |
| 7.                                                                      | "Entre tú y mil mares" (Versão 2013)                                                                           | Antonacci, Badia                               | 4:17    |  |
| 8.                                                                      | "E ritorno da te" (Versão 2013)                                                                                | Pausini, Cheope, Vuletic                       | 4:00    |  |
| 9.                                                                      | "Víveme" (Versão 2013 com Alejandro Sanz)                                                                      | Antonacci, Pausini, Badia                      | 3:54    |  |
| 10.                                                                     | "Como si no nos hubiéramos amado" (Versão remasterizada)                                                       | Pausini, Cheope, Tristán, Vuletic              | 3:58    |  |
| 11.                                                                     | "You'll Never Find Another Love Like Mine" (Ao vivo com Michael Bublé em 2005 no Wiltern Theater, Los Angeles) | Gamble, Huff                                   | 3:42    |  |
| 12.                                                                     | "En cambio no" (Versão remasterizada)                                                                          | Pausini, Agliardi, J. Ballesteros, Carta       | 3:54    |  |
| 13.                                                                     | "Benvenuto" (Versão remasterizada)                                                                             | Pausini, Agliardi, Carta                       | 3:57    |  |
| 14.                                                                     | "Sino a ti" | Pausini, Agliardi, Carta, J. Ballesteros       | 4:05    |  |
| 15.                                                                     | "Donde quedo solo yo"                                                                                          | Pausini, Simonelli, J. Ballesteros             | 3:37    |  |
| 16.                                                                     | "Limpio" (Versão spanglish com Kylie Minogue)                                                                  | Pausini, Simonelli, I. Ballesteros             | 3:27    |  |

| Greatest Hits Edição australiana simples (1 CD) | |                                         |         |  |
| N.º                                             | Título | Compositor(es)                          | Duração |  |
| 1.                                              | "La solitudine" (Versão 2013 com Ennio Morricone)                                                              | Cavalli, Cremonesi, Valsiglio           | 5:03    |  |
| 2.                                              | "Se fue" (Versão 2013 com Marc Anthony)                                                                        | Cavalli, Cremonesi, Badia, Valsiglio    | 4:31    |  |
| 3.                                              | "Gente" (Versão 2013)                                                                                          | Cheope, Marati, Badia, Valsiglio        | 3:48    |  |
| 4.                                              | "Strani amori" (Versão 2013)                                                                                   | Cheope, Marati, Tanini, Valsiglio, Buti | 4:58    |  |
| 5.                                              | "Incancellabile" (Versão 2013)                                                                                 | Cheope, Carella, Baldoni, De Stefani    | 3:59    |  |
| 6.                                              | "Le cose che vivi / Tudo o Que Eu Vivo" (Versão 2013 com Ivete Sangalo)                                        | Cheope, Rabello, Baldoni, De Stefani    | 4:42    |  |
| 7.                                              | "It's Not Goodbye" (Versão 2013)                                                                               | Pausini, Cheope, Peiken, Galbiati       | 4:39    |  |
| 8.                                              | "Tra te e il mare" (Versão 2013)                                                                               | Antonacci                               | 4:17    |  |
| 9.                                              | "E ritorno da te" (Versão 2013)                                                                                | Pausini, Cheope, Vuletic                | 4:00    |  |
| 10.                                             | "Surrender" (Versão 2013)                                                                                      | DeViller, Hosein, Smith, Anderson       | 4:47    |  |
| 11.                                             | "Víveme" (Versão 2013 com Alejandro Sanz)                                                                      | Antonacci, Pausini, Badia               | 3:54    |  |
| 12.                                             | "You'll Never Find Another Love Like Mine" (Ao vivo com Michael Bublé em 2005 no Wiltern Theater, Los Angeles) | Gamble, Huff                            | 3:42    |  |
| 13.                                             | "Io canto / Je chante" (Versão 2013 com Lara Fabian)                                                           | Cocciante, Luberti, Lemaire             | 4:24    |  |
| 14.                                             | "Invece no" (Versão remasterizada)                                                                             | Pausini, Agliardi, Carta                | 3:54    |  |
| 15.                                             | "Primavera in anticipo (It Is My Song)" (Versão remasterizada com James Blunt)                                 | Pausini, Cheope, Blunt, Vuletic         | 3:28    |  |
| 16.                                             | "Benvenuto" (Versão remasterizada)                                                                             | Pausini, Agliardi, Carta                | 3:57    |  |
| 17.                                             | "Resta in ascolto / Escucha atento" (Ao vivo em 2012 no Royal Albert Hall, Londres)                            | Pausini, Cheope, Badia, Vuletic         | 3:31    |  |
| 18.                                             | "Limpido" (com Kylie Minogue)                                                                                  | Pausini, Simonelli                      | 3:27    |  |

| Faixa bônus da iTunes Store |                                  |                           |         |  |
| N.º                         | Título                           | Compositor(es)            | Duração |  |
| 39.                         | "In assenza di te" (Versão 2013) | Pausini, Cheope, Galbiati | 4:40    |  |

| DVD da edição deluxe |                 |                                      |         |  |
| N.º                  | Título          | Diretor(es)                          | Duração |  |
| 1.                   | "20 - My story" | Leandro Manuel Emede, Nicolo Cerioni | 105:00  |  |

## Sobre as faixas
- As faixas "Limpido / Limpio", "Se non te / Sino a ti" e "Dove resto solo io / Donde quedo solo yo" são inéditas, foram compostas especialmente para esse CD e foram escolhidas como singles do álbum.
- A faixa "Ramaya" é uma gravação amadora de Laura cantando a famosa música Ramaya quando tinha apenas 2 anos de idade.
- A faixa "Paola" é uma gravação amadora da filha de Laura, Paola, pronunciando pela primeira vez a palavra "mamma" (mamãe).
- As faixas "You'll Never Find Another Love Like Mine", "Resta in Ascolto/Escucha Atento", "Un'emergenza d'amore" e "Ascolta il tuo cuore" são versões ao vivo, sendo que a primeira faz parte do albúm Caught in the Act do cantor Michael Buble, a as demais foram gravadas durante turnês mundiais da Laura.
- As faixas "You'll Never Find Another Love Like Mine", "Te amaré", "Paris au mois d'août" e "Dare to live (Vivere)" são duetos entre Laura e outros cantores, que não fazem parte de nenhum de seus discos.
- 14 faixas foram regravadas (novas versões).
- Este é o primeiro álbum da Laura de estúdio que contém faixas em todas os idiomas que ela já cantou até o momento: Italiano, Espanhol, Francês, Inglês e Português.

## Paradas e certificações
| Tabela musical (2013)                         | Melhor posição |
| --------------------------------------------- | -------------- |
| Bélgica - Ultratop (Flanders)                 | 39             |
| Bélgica - Ultratop (Wallonia)                 | 12             |
| Croácia - IFPI Croatia                        | 2              |
| Eslovênia - SLO Top 30                        | 10             |
| Espanha - PROMUSICAE                          | 6              |
| Estados Unidos - Billboard (Latin Pop Albums) | 4              |
| Estados Unidos - Billboard (Top Latin Albums) | 14             |
| Estados Unidos - Billboard (World Albums)     | 7              |
| França - SNEP                                 | 47             |
| Hungria - MAHASZ                              | 32             |
| Itália - FIMI                                 | 1              |
| México - AMPROFON                             | 10             |
| Países Baixos - MegaCharts                    | 53             |
| Suíça - Schweizer Hitparade                   | 8              |

| Paradas (2013)             | Posição |
| -------------------------- | ------- |
| Itália - FIMI              | 9       |
| Paradas (2014)             | Posição |
| Bélgica - Ultratop Walonia | 87      |
| Itália - FIMI              | 18      |
| México (AMPROFON)          | 19      |

| País / Provedor      | Certificação | Vendas   |
| -------------------- | ------------ | -------- |
| Itália / FIMI        | 3× Platina   | 150.000+ |
| México / AMPROFON    | Ouro         | 30.000+  |
| Suíça / IFPI Schweiz | Ouro         | 7.500+   |